# Distrito Escolar Independiente de Wichita Falls
El Distrito Escolar Independiente de Wichita Falls (Wichita Falls Independent School District, WFISD) es un distrito escolar de Texas. Tiene su sede en Wichita Falls. El consejo escolar del distrito tiene un presidente, un vicepresidente, un secretario, y cuatro miembros.